# Burera
Burera is een district (akarere) in de noordelijke provincie van Rwanda. De hoofdstad is Cyeru.

## Geografie
Het district ligt in het noordelijke deel van Rwanda, grenzend aan de Oegandese grens en tussen de steden Ruhengeri en Byumba. In het district bevinden zich de meren van Burera en Ruhondo. Tussen deze meren bevindt zich het Virunga Lodge-hotel, met uitzicht op de meren en de nabijgelegen Virunga-bergen, wat het een van de meest toeristische plekken van Rwanda maakt. Het district bevat ook de grenspost Cyanika, de toegangspoort tot Kisoro en het zuidwesten van Oeganda.

## Sectoren
Burera is verdeeld in 17 sectoren (imirenge): Bungwe, Butaro, Cyanika, Cyeru, Gahunga, Gatebe, Gitovu, Kagogo, Kinoni, Kinyababa, Kivuye, Nemba, Rugarama, Rugendabari, Ruhunde, Rusarabuye, Rwerere en Ruhondo.